# Marta Molist i Codina
Marta Molist i Codina (Vic, Osona, 19 de febrer de 1982) és una corredora de muntanya catalana.
Natural de Vic, on s'entrena habitualment, tot i que és membre del CE Penedès, va començar a competir al 2013, però ja abans practicava el trail running pel seu compte. El seu secret és l'entrenament diari, on combina la muntanya amb la bicicleta i l'atletisme.
El novembre del 2018 va guanyar la Cursa de Muntanya de Girona.
El 2020 es va imposar als 45km de l'Ultra-Trail Côte d'Azur Mercantour, endunt-se la victòria amb un temps de 5:28:01.
El juny del 2021 Molist va aconseguir la victoria en el Campionat d'Espanya de Ultratrail de la FEDME, disputat en la modalitat trail de la 'Tenerife Blue Trail'. L'agost d'aquest mateix any, la corredora del Club Esportiu Penedès Marta Molist va guanyar la prova CCC de l'Ultra Trail del Montblanc, una prova de 100 quilòmetres de distància i 6.100 metres de desnivell. L'atleta de muntanya catalana aconseguir superar aquest repte arribant en solitari a la meta amb un temps de 10h 53min 08s. Amb aquesta victòria, la corredora osonenca es reafirma com a referent catalana en curses de muntanya.
El març del 2022 aconsegueix la victòria al Campionat d'Espanya d'Ultratrail de la FEDME, en el marc de la 'II Ultra Serra de Cazorla', confirmant-se com la millor corredora de l'actualitat en aquesta distància i revalidant el títol aconseguit el 2021, acabant la cursa amb un temps de 7 hores, 58 minuts i 48 minuts. L'abril del 2022 Molist es revalidà el títol de campiona d'Espanya d'ultratrail, en el marc del campionat d'Espanya d’Ultra Trail Running organitzat per la Federació Espanyola d'Atletisme, després de cobrir els 60 km de la 'Penyagolosa Trails' a Castelló, amb uns temps de 6.19.08. Amb aquesta victòria, Molist suma un doblet, perquè també ha guanyat el campionat d'Espanya de la Federació Espanyola d’Esports de Muntanya. D'aquesta maneraTot plegat és el tercer títol estatal de la seva carrera. El juny de 2022 aconsegueix la victòria a la modalitat dels 75 kms. de l'emblemàtica carrera austriaca 'Mozart 100', que forma part de les 'UTMB World Series'.